# 拉傑沙希大学
拉傑沙希大學（孟加拉語:  রাজশাহী বিশ্ববিদ্যালয়）是一所位於孟加拉國拉傑沙希莫蒂哈爾的公立研究型大學。 它是孟加拉國第二古老的大學。大學一共有六十個系，並被組織成十個院系。

## 歷史

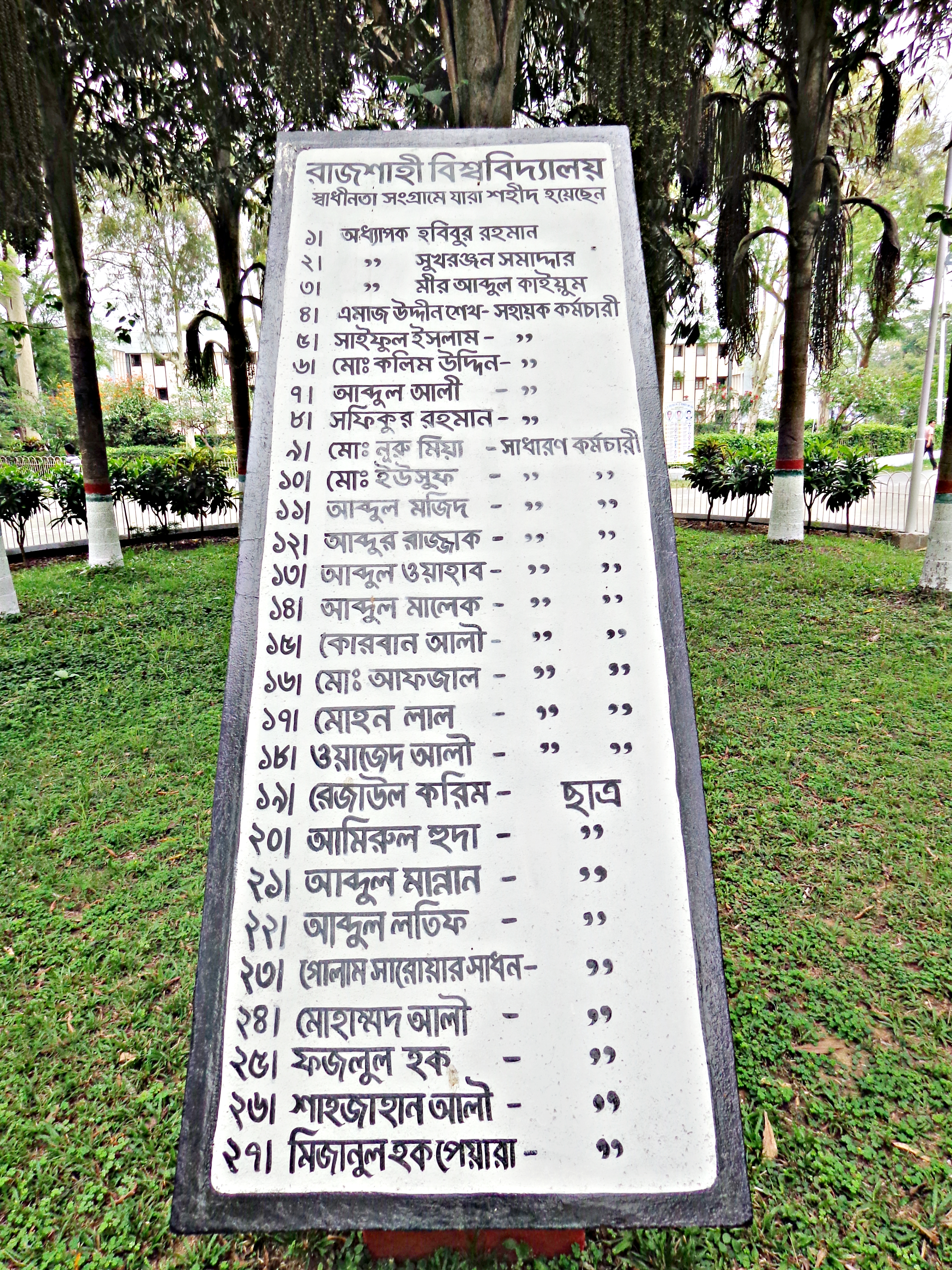
紀念碑上寫著:“拉傑沙希大學：那些在解放戰爭中犧牲的人”

1917年，加爾各答大學創立了薩德勒委員會以評估在孟加拉地區建設學校的可能性。然而，該報告的建議並沒有得到採納。1921年，達卡大學成立，這是東孟加拉地區唯一一所大學。當兩所大學迅速在西巴基斯坦建立時，東孟加拉北部地區對大學的需求則更加明顯，利用從東孟加拉轉移的資金，而沒有在東部建立任何大學。拉傑沙希學院的學生要求建立一所新大學。最後，拉傑沙希被選為東孟加拉第二所大學的所在地，1953 年拉傑沙希大學法案（1953 年東孟加拉法案 XV）於1953年3月31日由東巴基斯坦省議會通過。拉傑沙希學院校長Itrat Hossain Zuberi被任命為第一任副校長。
最初，這所學校的校址位於臨時地點，設有圖書館、教師休息室和醫療中心。最初也只有20名教授，161個學生和六個系——孟加拉語、英語、歷史、法律、哲學和經濟學。1964年，學校遷至永久校區。
1960年代，孟加拉國面臨動蕩時期。大學的學生和教職工開始在政治中發揮越來越大的作用。1969年2月18日，教授沙姆蘇佐哈在試圖阻止警察射殺學生示威者時被警察殺害。1971年孟加拉國解放戰爭期間，校園被巴基斯坦軍隊用作基地。該大學的多名教授、學生和軍官被巴基斯坦軍隊殺害。

## 院系
該大學目前一共有12個學院:藝術、工程、美術、法律、科學、商業研究、社會科學、生命科學、地球科學、農業、漁業、獸醫和動物科學。文學院和法學院是最古老的學院，均成立於 1953 年，緊隨其後的是理學院（1956 年）和工程學院（2009 年成立）。大學的院系通過英語、歷史、語言和語言學、經濟學、商業研究、數學、應用數學等課程代表藝術、商業、科學和工程領域的傳統研究、物理學、計算機科學與工程、化學、統計學、地質與採礦、地理學、心理學、動物學、植物學等。該大學越來越重視更專業的課程，例如藥學、生物化學、信息與通信工程(ICE)、遺傳學和繁殖。
生命科學學院
- 植物學
- 動物學
- 基因工程與生物技術
- 微生物學
- 臨床心理學
- 心理學

藝術學院
- 哲學系
- 歷史系
- 英語系
- 孟加拉語系
- 伊斯蘭歷史文化系
- 阿拉伯語系
- 伊斯蘭研究系
- 音樂系
- 戲劇系
- 波斯語言文學系
- 烏爾都語系
- 梵文系

美術學院
- 平面設計,工藝與藝術
- 繪畫、版畫和東方藝術
- 陶瓷與雕塑

法律學院
- 法律系
- 法律與土地管理

工程學院
- 信息和通信工程（縮寫 ICE）（2000 年成立）
- 計算機科學與工程
- 應用化學與化學工程
- 材料科學與工程
- 電氣與電子工程 (EEE)（2015 年起）

社會科學學院
- 經濟學
- 政治學
- 社會工作
- 社會學
- 大眾傳播與新聞學
- 信息科學與圖書館管理
- 公共行政
- 人類學
- 民俗學
- 國際關係

商業研究學院
- 金融
- 會計與信息系統
- 營銷
- 管理研究
- 銀行與保險
- 旅遊與酒店管理

理學院
- 數學
- 物理
- 化學
- 統計數據
- 生物化學與分子生物學
- 藥學
- 人口科學與人力資源開發
- 應用數學
- 體育與運動科學

農學院
- 農學和農業推廣
- 作物科學與技術

地球科學學院
- 地理與環境研究
- 地質與採礦
- 獸醫與動物科學學院
- 獸醫與動物科學
- 水產學院
- 漁業

研究所
- 孟加拉研究所
- 生物科學研究所
- 工商管理學院
- 教育研究所
- 英語和其他語言學院
- 環境科學研究所

## 校園

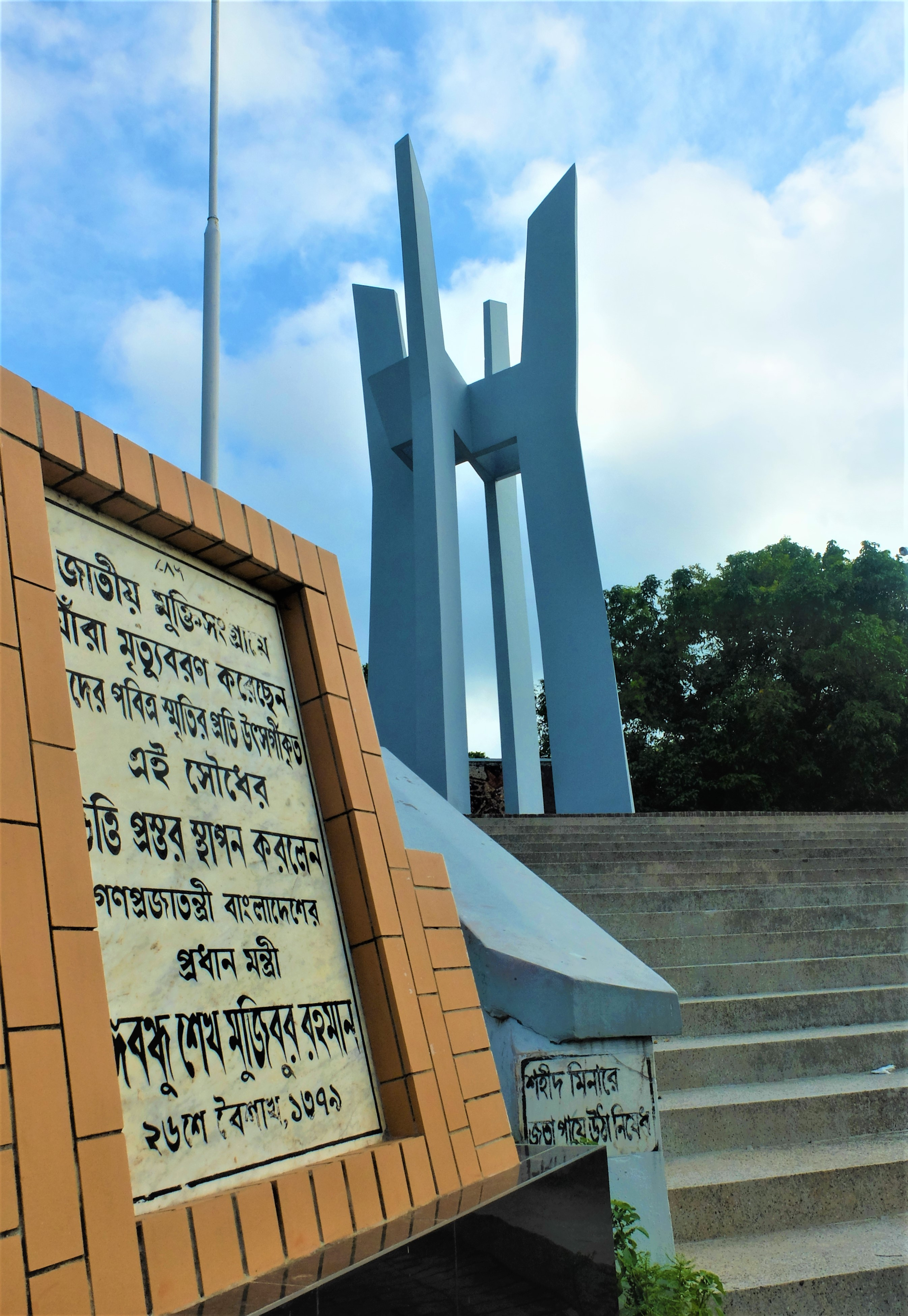
沙希德·米納爾拉傑沙希大學

該大學的主校區位於拉傑沙希市東側的莫蒂哈爾，距離帕德瑪河沿岸一英里。校園面積近305公頃（753英畝）。它擁有11座大型學術建築——5 座用於藝術、商業研究和社會科學，4 座用於自然科學和應用科學，2 座用於農業研究。
達卡-拉傑沙希鐵路線穿過校園，並設有一個名為大學站的專用車站。它靠近校園南部邊界的沙希德·蘇拉瓦迪大廳。附近有一個僅供學生使用的內部集市，稱為車站集市。
大學有四個大門，其中三個在達卡-拉傑沙希高速公路上。最西端的大門是卡茲拉大門，可通往校園西部，主要是操場和住宅區。最東邊的門提供通往校園東部的通道，而位於這兩個門之間的主門提供通往校園主要行政和學術部門的通道。第四個門在校園的另一邊，提供從城市另一邊進入校園的通道。
校園內有相當數量的紀念碑和壁畫。有描寫男女戰爭的鋼鐵傑作，因鬥爭殉難的穆罕默德·沙蘇佐哈博士的方尖碑上還有一幅描繪他和他的名言的壁畫。

## 校內設施
該學校擁有孟加拉國兩個最古老的博物館，分別是瓦倫德拉研究博物館和沙希德紀念館。瓦倫德拉研究博物館距離主校區幾英里遠，最初並不屬於該大學管轄。在1960年金融危機爆發後，學校開始接管該博物館，並在其中加入了不少民俗壁畫。
拉傑沙希大學體育場可容納30,000人。

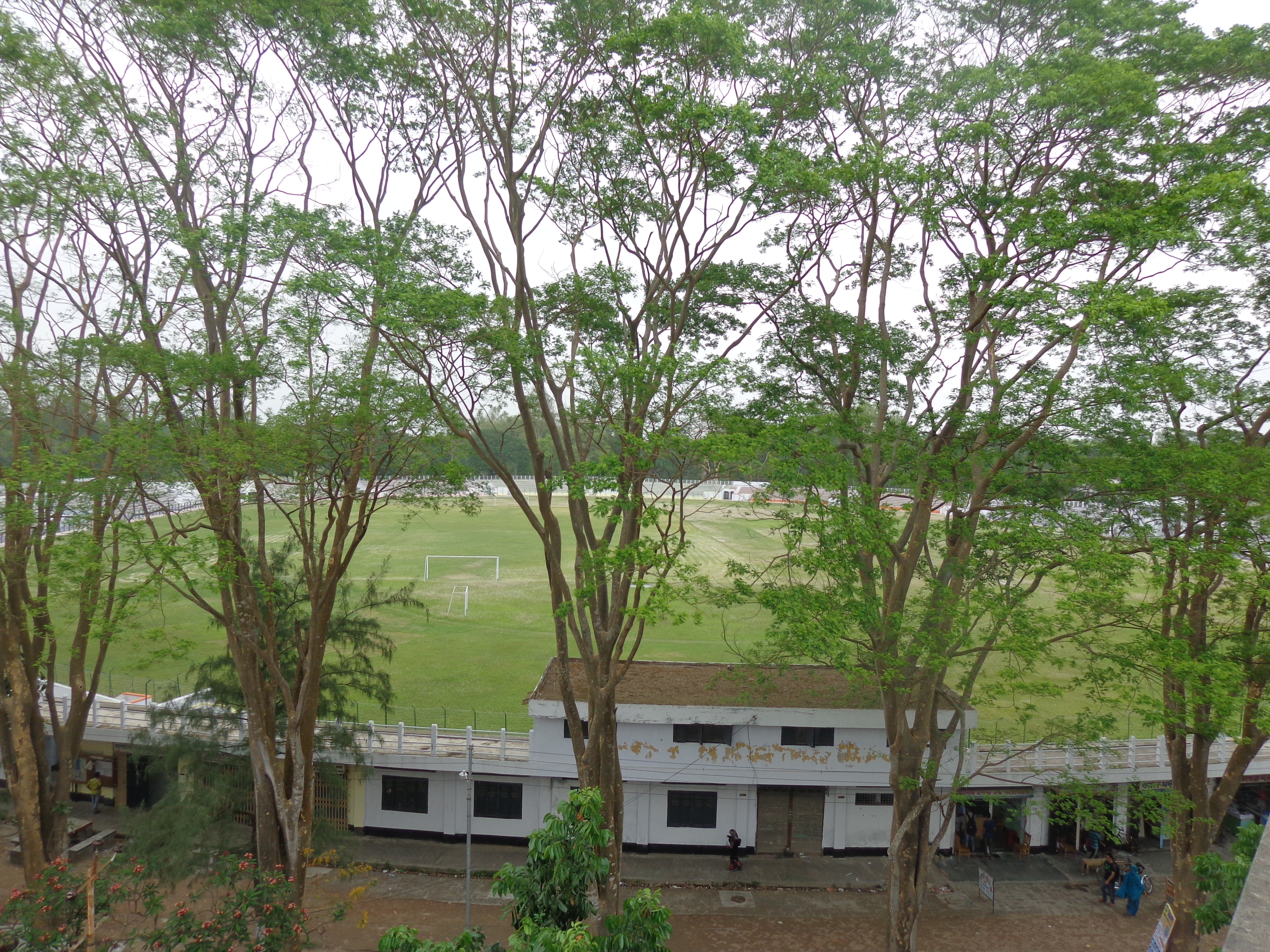
拉傑沙希大學體育場

體育場附近有一個帶觀眾看台的游泳池和一個體育館和室內體育場。